# Solveira (Montalegre)
Solveira es una freguesia portuguesa del concelho de Montalegre, con 12,17 km² de superficie y 214 habitantes (2001). Su densidad de población es de 17,6 hab/km².